# 연동면

송용리와 내판리 경계상에 있는 연동면파출소. 뒤쪽에 연동초등학교가 보인다.

내판1리 옛 내판우체국, 현재 세종연동우체국이다.

연동면(燕東面)은 세종특별자치시에 속한 면이다. 내판리에 면사무소가 있다.

## 역사
- 백제 - 두잉지현
- 신라 - 연상영현, 정읍현
- 고려 - 청주목
- 조선 - 연기현
  - 1824년(순조 24년) - 동일면(東一面) 14개리, 동이면(東二面) 14개리로 행정구역 편제
- 일제 강점기
  - 1914년 4월 - 부군면 통폐합으로 동일면과 동이면을 합쳐 연기군 동면으로 함.
  - 1915년 4월 - 하위 행정 구역을 10개리로 통폐합(내판ㆍ문주ㆍ용호ㆍ합강ㆍ명학ㆍ갈산ㆍ응암ㆍ노송ㆍ예양ㆍ송용리)
- 대한민국
  - 1995년 - 갈산리가 충북 청원군 부용면에 편입 (9법정리)
  - 2004년 - 행정중심복합도시 입지 지역으로 선정
  - 2012년 7월 1일 - 세종특별자치시 출범. 연동면으로 개칭하고, 용호리에서 다솜리를 분리. (10법정리)
  - 2020년 7월 15일 - 합강리 면적의 90%를 차지하던 5-1생활권 구역이 법정동(합강동)으로 전환돼 행정동인 소담동으로 이관.
  - 2022년 7월 1일 : 다솜리, 용호리가 법정동으로 전환하여 행정동인 반곡동으로 이관.

## 하위 행정 구역
| 법정리 | 한자명 | 행정리          | 비고                           |
| ------ | ------ | --------------- | ------------------------------ |
| 내판리 | 內板里 | 내판1리~내판5리 | 내판역, 면 행정복지센터 소재지 |
| 문주리 | 文舟里 | 문주리          |                                |
| 명학리 | 鳴鶴里 | 명학1리~명학4리 |                                |
| 응암리 | 鷹岩里 | 응암1리~응암4리 |                                |
| 노송리 | 老松里 | 노송1리~노송2리 |                                |
| 예양리 | 禮養里 | 예양1리~예양2리 |                                |
| 송용리 | 松龍里 | 송용1리~송용3리 |                                |
| 합강리 | 合江里 | 합강리          |                                |
| 8리    |        | 23행정리        |                                |

## 명소
오충신문, 열녀문 등 충효예의 문화유산이 산재한 곳이며 마을마다 선인들이 남긴 아름다운 전설이 많은 지역이다.
내판리에 미래엔 조치원공장, 교과서박물관, 전국 최초 마을단위 주민 자치기록을 모은 시설 마을기록문화관이 있고, 김백열 정려문이 있고, 명학리에 삼성전기 세종사업장이 있으며, 응암리에는 응암농공단지가 있다.
송용리에는 마애불이 있고, 장욱진 화백이 송용리에서 태어났다. 맛찬동이 수박축제가 열리는 지역이다.

## 교육
연동면에는 내판리에 1개의 중학교와 1개의 초등학교가 있다.
- 연동중학교
- 연동초등학교
  - 연흥초등학교(1948년 개교, 1999년 폐교)
  - 용호초등학교(1971년 개교, 1991년 분교로 변경, 1995년 폐교)

## 문화재
- 연동 송용리 마애여래입상 - 세종특별자치시의 문화재자료 제11호

## 교통

### 철도
경부선 철도가 면 중앙을 종단하여 통과하며 내판역이 면 중심부인 내판리에 있으나 2005년 8월부터 전동역과 함께 여객 취급이 중단되어 조치원역까지 나가서 열차를 이용해야한다.